# Massacres de Tombel
Os massacres de Tombel foram massacres planejados contra populações alógenas de Tombel, principalmente imigrantes Bamilékés suspeitos de apoiar os nacionalistas - especialmente os da União das Populações dos Camarões (UPC) -, e perpetrados por autóctones Bakossi com o apoio da administração camaronesa.

## Contexto
Como outras cidades camaronesas, Tombel foi palco em maio de 1955 de manifestações contra a prisão de militantes independentistas. Pelo menos três manifestantes foram mortos.
A partir de meados da década de 1950, os migrantes bamilékés tornaram-se alvo das elites autóctones que os acusavam de monopolizar as terras mais férteis e de favorecer o “terrorismo”. Em 1965, grupos bakossi (autóctones) formaram milícias para combater os rebeldes e foram oferecidas, a partir de agosto de 1966, armas pelas autoridades e supervisão da polícia móvel do departamento.

## Desenrolar
Em 31 de dezembro de 1966, essas milícias atacaram várias aldeias e realizaram um extermínio metódico dos moradores bamilékés. Oficialmente, os massacres deixaram 236 mortos e milhares de feridos.

## Número de vítimas e consequências
Mongo Beti escreve em Main basse sur le Cameroun:
Os testemunhos que continuei a recolher após a primeira edição do meu livro (e a sua apreensão), todos concordantes, aumentaram incessantemente o horror desta abominação. É claro que o número de mortos de Tombell não é exatamente conhecido, sendo quinhentos o número que mais ouvi falar: a incerteza, habitual em tais circunstâncias, é agravada pelo fato de que a carnificina perpetrada sob o manto da espessa escuridão, a aldeia, suspeita de abrigar guerrilheiros, tendo sido surpreendida durante o sono. Ninguém foi poupado, nem a criança de peito, nem o avô, nem a mulher grávida, tendo a soldadesca de Ahmadou Ahidjo aplicado as técnicas massivas, de forma abstrata, de abate imitadas de seus modelos nazistas. Quanto aos brancos que participaram, como todos concordam, dessa façanha de armas, quem eram eles exatamente? Instrutores israelenses? Oficiais e suboficiais franceses destacados para as forças armadas do tirano mercenário para assistência técnica? Minha própria convicção se inclina mais para esta última hipótese, sem a qual acho difícil explicar os esforços titânicos, e aliás felizes, empregados por Paris para redigir qualquer eco dessa enorme carnificina na imprensa falada e até escrita. 